# Antiphiona
Antiphiona je rod glavočika smješten u podtribus Plucheinae, dio tribusa Inuleae, potporodica Asteroideae. Sastoji se od dvije vrste grmova endemičnih za Namibiju.
Rod je opisan u Mitt. Bot. Staatssamml. Mu%nchen 9–10: 432. 1954.

## Vrste
1. Antiphiona fragrans (Merxm.) Merxm.
2. Antiphiona pinnatisecta (S.Moore) Merxm.